# Nehren (Badenia-Wirtembergia)
Nehren – miejscowość i gmina w Niemczech, w kraju związkowym Badenia-Wirtembergia, w rejencji Tybinga, w regionie Neckar-Alb, w powiecie Tybinga, wchodzi w skład związku gmin Steinlach-Wiesaz. Leży w Jurze Szwabskiej, nad rzeką Steinlach, ok. 10 km na południe od Tybingi, przy drodze krajowej B27.

## Osoby urodzone w Nehren
- Hans von Mangoldt, prawnik
- Hans Vaihinger, filozof
- Ernst Wulle, właściciel browaru